# Kosta Koufos
Konstantinos Demetrios "Kostas" Koufos (en Griego Κώστας Κουφός o Kóstas Koufós, Canton, Ohio, 24 de febrero de 1989) es un jugador de baloncesto con doble nacionalidad griega y estadounidense que es agente libre. Mide 2,13 metros de altura, y juega en la posición de pívot. A nivel internacional compite con la selección griega.

## Trayectoria deportiva

### Universidad
Su primer apodo fue jamás.
En el año 2007 se unió a los Buckeyes de la Universidad de Ohio State, ocupando el lugar en el puesto de pívot que dejó Greg Oden. Rechazó antes de incorporarse a la universidad una oferta millonaria del Olimpiakos de la liga griega. Con los Buckeyes acabó en el quinto lugar de máximos anotadores y reboteadores de la Big Ten Conference, consiguiendo ser elegido en el mejor quinteto freshman y en el tercer mejor quinteto de la conferencia.
Logró junto con su equipo una invitación para participar en el NIT, logrando el campeonato tras derrotar en la final a la Universidad de Massachusetts por 92-85, en un partido en el que consiguió 23 puntos, 6 rebotes y 3 tapones, siendo elegido MVP del torneo.
En el total de su corta trayectoria universitaria promedió 14,4 puntos y 5,7 rebotes por partido. El 21 de abril de 2008 se proclamó elegible para el draft de la NBA, aunque inicialmente no firmó contrato con ningún representante, por lo que dejaba la puerta abierta para regresar a Ohio State. También se especuló con la posibilidad de jugar al año siguiente en la liga griega, aunque finalmente el 8 de mayo firmó con un representante, Mark Termini, con lo que acabó con cualquier posibilidad de marcha atrás.

#### Estadísticas
| Año     | Equipo     | PJ | PT | MPP  | %TC  | %3P  | %TL  | RPP | APP | ROB | TPP | PPP  |
| ------- | ---------- | -- | -- | ---- | ---- | ---- | ---- | --- | --- | --- | --- | ---- |
| 2007–08 | Ohio State | 37 | 35 | 27.1 | .508 | .349 | .680 | 6.7 | .5  | .4  | 1.8 | 14.4 |

### Profesional
Fue elegido en la vigesimotercera posición del Draft de la NBA de 2008 por Utah Jazz, equipo con el que firmó contrato el 10 de julio de ese mismo año.
El 14 de julio de 2010, Koufos fue traspasado a Minnesota Timberwolves en el intercambio que mandó a Al Jefferson a los Jazz.
En el 2011 Kosta fue traspasado a los Denver Nuggets,formado así parte del traspaso de Carmelo Anthony a New York Knicks.
El 28 de junio de 2013 fue traspasado a Memphis Grizzlies a cambio de Darrell Arthur y los derechos del draft sobre Joffrey Lauvergne.
Tras dos temporadas en Memphis, el 13 de julio de 2015 firma con los Sacramento Kings.
Después de cuatro temporadas en Sacramento, el 19 de julio de 2019, Koufos firma un contrato de dos años con PBC CSKA Moscú de la VTB United League
El 21 de febrero de 2021, firma por el Olympiacos B.C. de la A1 Ethniki.
El 11 de octubre de 2021 fichó por el NBA G League Ignite de la NBA G League.
El 13 de julio de 2022 se hace oficial su fichaje por los London Lions de la BBL inglesa. Tras una temporada, el 20 de abril de 2023 dejó el equipo.

### Selección nacional
En 2007 compitió con la selección griega júnior en el Campeonato de Europa Sub-18 que se celebró en Madrid, España, donde tuvo una actuación muy destacada, consiguiendo 37 puntos y 20 rebotes en la semifinal ante Lituania y 33 puntos y 13 rebotes en la final que perdieron ante Serbia. Lideró la competición en puntos, rebotes y tapones, por lo que fue elegido mejor jugador del torneo.
En 2009, ya con la selección absoluta, fue bronce en el EuroBasket de Polonia.
También disputó los Eurobasket de 2011 y 2015, finalizando en sexta y quinta posición respectivamente.

## Estadísticas de su carrera en la NBA

### Temporada regular
| Año     | Equipo     | PJ  | PT  | MPP  | %TC  | %3P  | %TL  | RPP | APP | ROB | TPP | PPP |
| ------- | ---------- | --- | --- | ---- | ---- | ---- | ---- | --- | --- | --- | --- | --- |
| 2008-09 | Utah       | 48  | 7   | 11.8 | .508 | .000 | .706 | 2.9 | .4  | .3  | .6  | 4.7 |
| 2009-10 | Utah       | 36  | 0   | 4.8  | .468 | .000 | .600 | 1.3 | .2  | .1  | .1  | 1.5 |
| 2010-11 | Minnesota  | 39  | 1   | 8.6  | .435 | .000 | .500 | 2.5 | .2  | .2  | .5  | 2.7 |
| 2010-11 | Denver     | 11  | 1   | 8.9  | .500 | .000 | .632 | 3.0 | .0  | .2  | .5  | 4.9 |
| 2011-12 | Denver     | 48  | 24  | 16.5 | .599 | .000 | .600 | 5.4 | .3  | .5  | .9  | 5.5 |
| 2012-13 | Denver     | 81  | 81  | 22.4 | .581 | .000 | .558 | 6.9 | .4  | .5  | 1.3 | 8.0 |
| 2013-14 | Memphis    | 80  | 22  | 16.9 | .495 | .000 | .645 | 5.2 | .5  | .4  | .9  | 6.4 |
| 2014-15 | Memphis    | 81  | 3   | 16.6 | .508 | .000 | .647 | 5.3 | .5  | .4  | .8  | 5.2 |
| 2015-16 | Sacramento | 78  | 14  | 19.0 | .532 | .000 | .548 | 5.4 | .4  | .5  | .9  | 6.8 |
| 2016-17 | Sacramento | 71  | 62  | 20.0 | .551 | .000 | .613 | 5.7 | .7  | .5  | .7  | 6.6 |
| 2017-18 | Sacramento | 71  | 12  | 19.6 | .571 | –    | .446 | 6.6 | 1.2 | .7  | .5  | 6.7 |
| 2018-19 | Sacramento | 42  | 1   | 12.0 | .477 | .000 | .417 | 4.2 | .9  | .4  | .4  | 3.7 |
| Total   | Total      | 686 | 228 | 16.4 | .534 | .000 | .582 | 5.0 | .5  | .7  | .4  | 5.7 |

### Playoffs
| Año   | Equipo  | PJ | PT | MPP  | %TC   | %3P   | %TL   | RPP | APP | ROB | TPP | PPP |
| ----- | ------- | -- | -- | ---- | ----- | ----- | ----- | --- | --- | --- | --- | --- |
| 2010  | Utah    | 9  | 0  | 3.4  | .400  | .000  | .000  | 1.0 | .0  | .0  | .1  | .9  |
| 2011  | Denver  | 1  | 0  | 2.0  | 1.000 | .000  | .000  | .0  | .0  | .0  | .0  | 2.0 |
| 2012  | Denver  | 3  | 2  | 8.7  | .333  | .000  | .000  | 3.7 | .0  | .0  | .3  | .7  |
| 2013  | Denver  | 6  | 2  | 16.7 | .368  | 1.000 | .833  | 3.5 | .5  | .5  | .7  | 3.3 |
| 2014  | Memphis | 7  | 0  | 6.4  | .438  | .000  | 1.000 | 2.1 | .3  | .3  | .4  | 2.6 |
| 2015  | Memphis | 11 | 0  | 11.5 | .540  | .000  | .600  | 3.5 | .4  | .4  | .5  | 3.4 |
| Total | Total   | 37 | 4  | 8.9  | .460  | 1.000 | .800  | 2.6 | .2  | .2  | .4  | 2.4 |